# Pyrausta nexalis
Pyrausta nexalis là một loài bướm đêm trong họ Crambidae.